# Hermann Bielohlawek

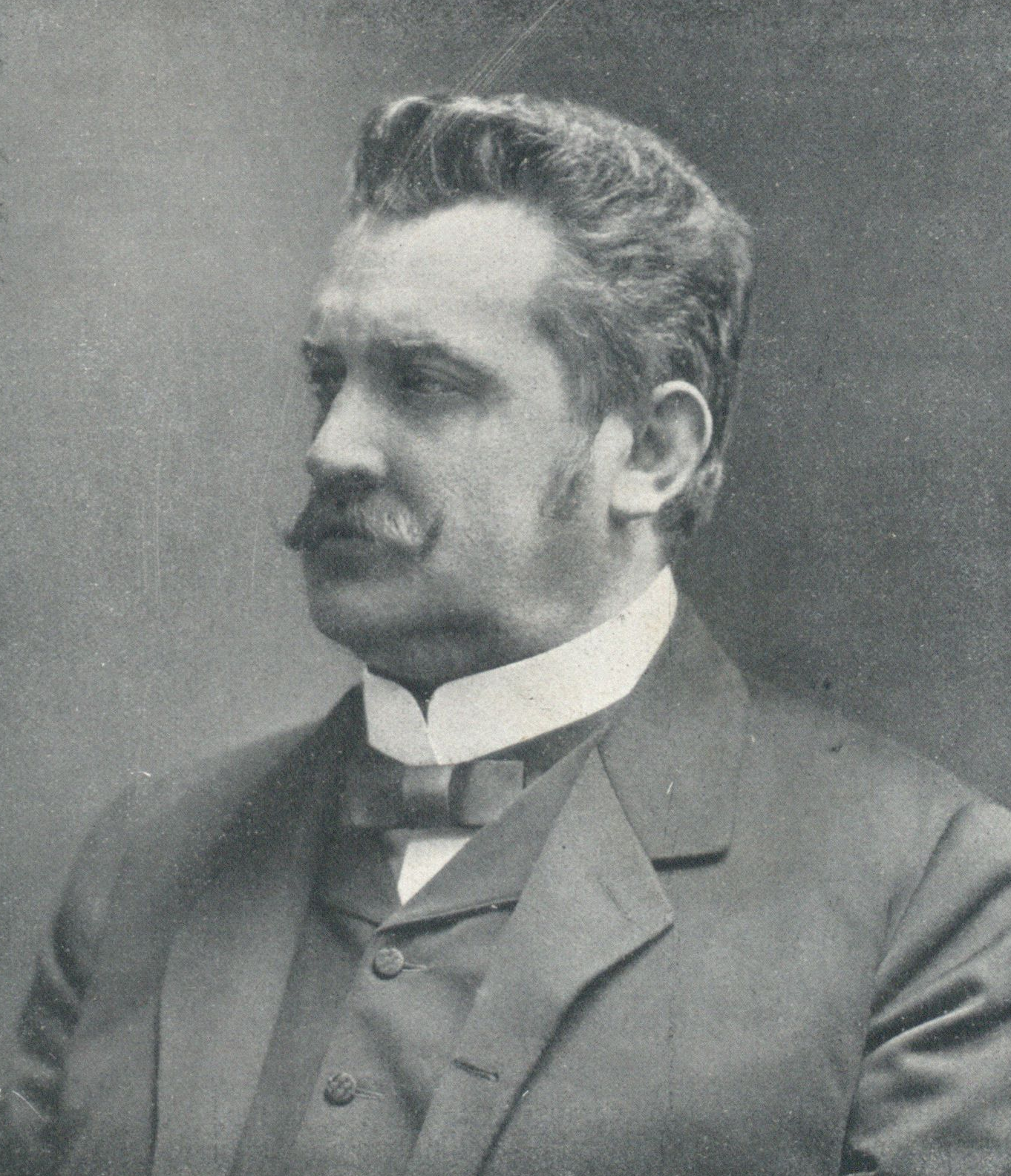
Hermann Bielohlawek

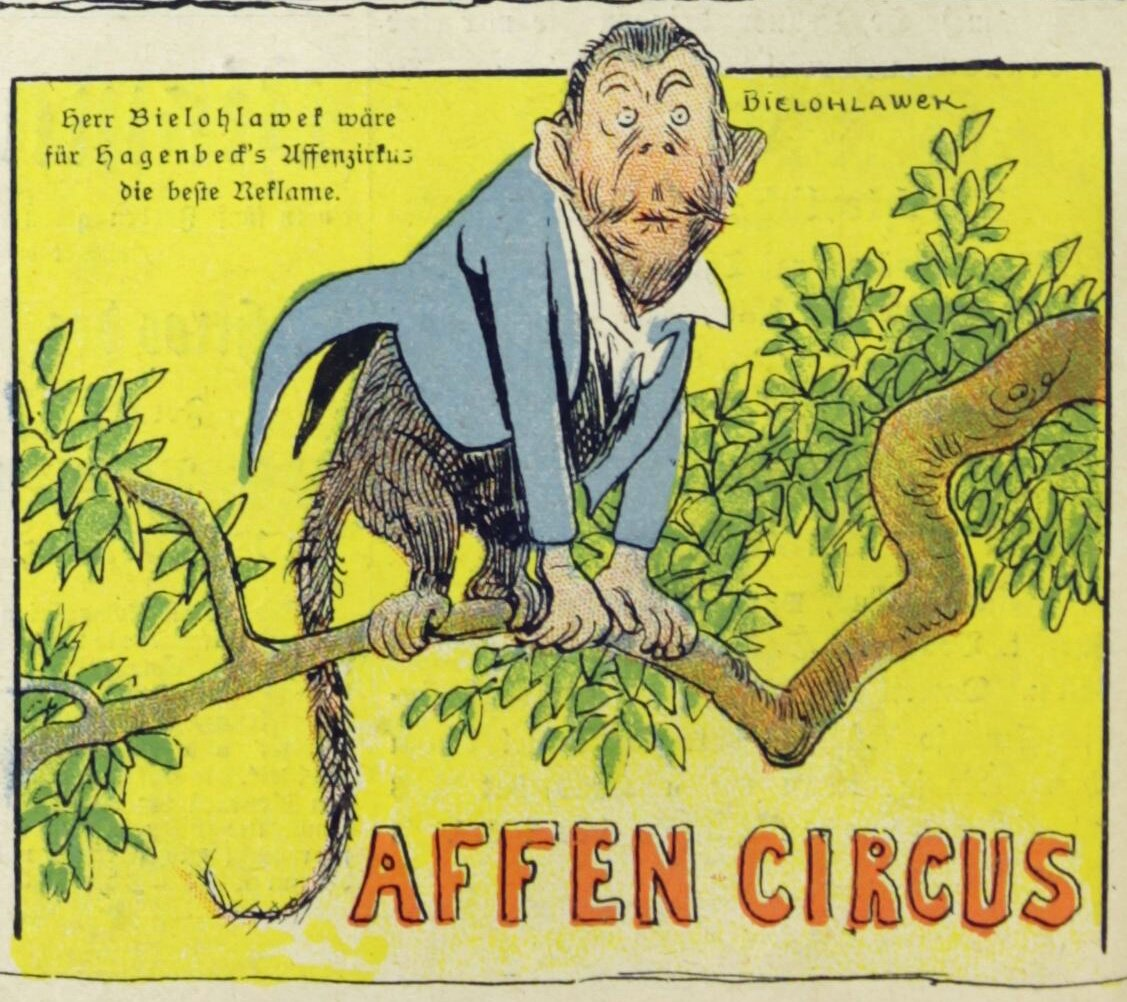
Neue Glühlichter 1898: Bielohlawek-Karikatur von Friedrich Graetz

Hermann Bielohlawek (* 2. August 1861 in Wien; † 30. Juni 1918 ebenda) war ein österreichischer Politiker.  Der Christlichsoziale war 1900 bis 1918 Mitglied des Wiener Gemeinderats, 1901 bis 1905 Stadtrat, vom 17. Juni 1907 bis zum 20. März 1911 Mitglied des Abgeordnetenhauses des Reichsrates.

## Leben
Bielohlawek wurde im Wiener Stadtteil Breitenfeld geboren. Er besuchte Bürger-, Gewerbe- und Handelsschule und wurde Schlosser, später Handelsangestellter. Früh betätige er sich auch journalistisch und politisch für das Gewerbe. Ab 1889 war er Vizepräsident des Vereins der Handelsangestellten.
Er zählte zu den im katholischen Milieu fest verankerten volkstümlichen Wiener „Stammtischpolitikern“, mit denen Karl Lueger ab 1893 seine Christlichsoziale Partei aufbaute. Bielohlawek war von 1900 bis 1918 Mitglied des Wiener Gemeinderates, von 1901 bis 1905 sogar Stadtrat. Von 1897 bis 1901 und vom 17. Juni 1907 bis zum 20. März 1911 war er Mitglied des Abgeordnetenhauses des Reichsrates. In der Reichsratssitzung am 16. November 1899 verlangte er in polemischer Weise vom jüdischen Abgeordneten Josef Kareis das Blut der im Fall Hilsner seiner Ansicht nach einem jüdischen Ritualmord zum Opfer Gefallenen zurück.
Von seinen politischen Gegnern, etwa Franz Schuhmeier, wurde Bielohlawek stark bespöttelt, ja geradezu als „dummer August“ bezeichnet, wozu nicht zuletzt Bielohlaweks bekannte, nicht immer ganz korrekt kolportierte öffentliche Aussprüche beitrugen. So bezeichnete Bielohlawek Tolstoi am 3. April 1908 im Reichsrat als „alten Teppen“, und schon zuvor (1907) soll er gesagt haben, Kultur sei „das, was ein Jud vom andern abschreibt“ (Der Ausspruch wird auch unter „Literatur“ oder „Wissenschaft“ kolportiert). Karl Kraus zeigte für den von ihm als „Hanswurst“ bezeichneten Abgeordneten eine gewisse Sympathie und verteidigte ihn mehrfach gegen seine Gegner.